# Dubai Tennis Championships 2000 - Qualificazioni singolare
Le qualificazioni del singolare  del Dubai Tennis Championships 2000 sono state un torneo di tennis preliminare per accedere alla fase finale della manifestazione. I vincitori dell'ultimo turno sono entrati di diritto nel tabellone principale. In caso di ritiro di uno o più giocatori aventi diritto a questi sono subentrati i lucky loser, ossia i giocatori che hanno perso nell'ultimo turno ma che avevano una classifica più alta rispetto agli altri partecipanti che avevano comunque perso nel turno finale.
Le qualificazioni del torneo Dubai Tennis Championships 2000 prevedevano 32 partecipanti di cui 4 sono entrati nel tabellone principale.

## Teste di serie
1. Martin Damm (Qualificato)
2. Emilio Benfele Álvarez (Qualificato)
3. Lars Burgsmüller (Qualificato)
4. Oliver Gross (Qualificato)

1. Dinu Pescariu (secondo turno)
2. Martin Spottl (secondo turno)
3. Vadim Kucenko (ultimo turno)
4. Herbert Wiltschnig (secondo turno)

## Qualificati
1. Martin Damm
2. Emilio Benfele Álvarez

1. Lars Burgsmüller
2. Oliver Gross

## Tabellone

### Legenda
| - Q = Qualificato - WC = Wild card - LL = Lucky loser | - ALT = Alternate - SE = Special Exempt - PR = Protected Ranking | - w/o = Walkover - r = Ritirato - d = Squalificato |

### Sezione 1
|  | Primo turno          | Primo turno          | Primo turno          | Primo turno | Primo turno |  |  | Secondo turno | Secondo turno        | Secondo turno | Secondo turno        | Secondo turno |   |   | Ultimo turno | Ultimo turno | Ultimo turno | Ultimo turno | Ultimo turno |  |
|  |                      |                      |                      |             |             |  |  |               |                      |               |                      |               |   |   |              |              |              |              |              |  |
|  |                      |                      |                      |             |             |  |  |               |                      |               |                      |               |   |   |              |              |              |              |              |  |
|  |                      |                      |                      |             |             |  |  | 1             | Martin Damm          | 6             | 4                    | 6             |   |   |              |              |              |              |              |  |
|  | Grant Doyle          | Grant Doyle          | 4                    | 6           | 7           |  |  |               | Grant Doyle          | 4             | 6                    | 2             |   |   |              |              |              |              |              |  |
|  | Emin Ağayev          | Emin Ağayev          | 6                    | 4           | 5           |  |  |               |                      |               |                      |               |   |   | 1            | Martin Damm  | 6            | 3            | 7            |  |
|  | Aisam-ul-Haq Qureshi | Aisam-ul-Haq Qureshi | Aisam-ul-Haq Qureshi | 6           | 6           |  |  |               |                      |               | Aisam-ul-Haq Qureshi | 4             | 6 | 5 |              |              |              |              |              |  |
|  | Sándor Noszály       | Sándor Noszály       | Sándor Noszály       | 4           | 2           |  |  |               | Aisam-ul-Haq Qureshi | 2             | 6                    | 7             |   |   |              |              |              |              |              |  |
|  |                      |                      |                      |             |             |  |  | 8             | Herbert Wiltschnig   | 6             | 3                    | 68            |   |   |              |              |              |              |              |  |
|  |                      |                      |                      |             |             |  |  |               |                      |               |                      |               |   |   |              |              |              |              |              |  |

### Sezione 2
|  | Primo turno | Primo turno | Primo turno | Primo turno | Primo turno |  |  | Secondo turno | Secondo turno           | Secondo turno  | Secondo turno | Secondo turno |   |   | Ultimo turno | Ultimo turno           | Ultimo turno           | Ultimo turno | Ultimo turno |  |
|  |             |             |             |             |             |  |  |               |                         |                |               |               |   |   |              |                        |                        |              |              |  |
|  |             |             |             |             |             |  |  |               |                         |                |               |               |   |   |              |                        |                        |              |              |  |
|  |             |             |             |             |             |  |  | 2             | Emilio Benfele Álvarez  | 3              | 6             | 6             |   |   |              |                        |                        |              |              |  |
|  |             |             |             |             |             |  |  |               | Kirill Ivanov-Smolensky | 6              | 4             | 3             |   |   |              |                        |                        |              |              |  |
|  |             |             |             |             |             |  |  |               |                         |                |               |               |   |   | 2            | Emilio Benfele Álvarez | Emilio Benfele Álvarez | 6            | 6            |  |
|  |             |             |             |             |             |  |  |               |                         | 7              | Vadim Kucenko | Vadim Kucenko | 4 | 2 |              |                        |                        |              |              |  |
|  |             |             |             |             |             |  |  |               | Andrew Florent          | Andrew Florent | 6             | 0             |   |   |              |                        |                        |              |              |  |
|  |             |             |             |             |             |  |  | 7             | Vadim Kucenko           | Vadim Kucenko  | 7             | 6             |   |   |              |                        |                        |              |              |  |
|  |             |             |             |             |             |  |  |               |                         |                |               |               |   |   |              |                        |                        |              |              |  |

### Sezione 3
|  | Primo turno    | Primo turno    | Primo turno    | Primo turno    | Primo turno |  |  | Secondo turno | Secondo turno    | Secondo turno    | Secondo turno | Secondo turno |   |   | Ultimo turno | Ultimo turno     | Ultimo turno     | Ultimo turno | Ultimo turno |  |
|  |                |                |                |                |             |  |  |               |                  |                  |               |               |   |   |              |                  |                  |              |              |  |
|  |                |                |                |                |             |  |  |               |                  |                  |               |               |   |   |              |                  |                  |              |              |  |
|  |                |                |                |                |             |  |  | 3             | Lars Burgsmüller | Lars Burgsmüller | 6             | 6             |   |   |              |                  |                  |              |              |  |
|  | Joshua Eagle   | Joshua Eagle   | Joshua Eagle   | 6              | 6           |  |  |               | Joshua Eagle     | Joshua Eagle     | 1             | 2             |   |   |              |                  |                  |              |              |  |
|  | Julien Link    | Julien Link    | Julien Link    | 3              | 4           |  |  |               |                  |                  |               |               |   |   | 3            | Lars Burgsmüller | Lars Burgsmüller | 6            | 7            |  |
|  | Sander Groen   | Sander Groen   | Sander Groen   | Sander Groen   | 7           |  |  |               |                  |                  | Sander Groen  | Sander Groen  | 1 | 5 |              |                  |                  |              |              |  |
|  | Donald Johnson | Donald Johnson | Donald Johnson | Donald Johnson | 5r          |  |  |               | Sander Groen     | 2                | 7             | 6             |   |   |              |                  |                  |              |              |  |
|  |                |                |                |                |             |  |  | 5             | Dinu Pescariu    | 6                | 6(1)          | 0             |   |   |              |                  |                  |              |              |  |
|  |                |                |                |                |             |  |  |               |                  |                  |               |               |   |   |              |                  |                  |              |              |  |

### Sezione 4
|  | Primo turno | Primo turno | Primo turno | Primo turno | Primo turno |  |  | Secondo turno | Secondo turno      | Secondo turno      | Secondo turno      | Secondo turno      |   |   | Ultimo turno | Ultimo turno | Ultimo turno | Ultimo turno | Ultimo turno |  |
|  |             |             |             |             |             |  |  |               |                    |                    |                    |                    |   |   |              |              |              |              |              |  |
|  |             |             |             |             |             |  |  |               |                    |                    |                    |                    |   |   |              |              |              |              |              |  |
|  |             |             |             |             |             |  |  | 4             | Oliver Gross       | Oliver Gross       | 6                  | 6                  |   |   |              |              |              |              |              |  |
|  |             |             |             |             |             |  |  |               | Sandro Della Piana | Sandro Della Piana | 3                  | 4                  |   |   |              |              |              |              |              |  |
|  |             |             |             |             |             |  |  |               |                    |                    |                    |                    |   |   | 4            | Oliver Gross | Oliver Gross | 6            | 6            |  |
|  |             |             |             |             |             |  |  |               |                    |                    | Aleksandar Kitinov | Aleksandar Kitinov | 0 | 3 |              |              |              |              |              |  |
|  |             |             |             |             |             |  |  |               | Aleksandar Kitinov | Aleksandar Kitinov | 6                  | 6                  |   |   |              |              |              |              |              |  |
|  |             |             |             |             |             |  |  | 6             | Martin Spottl      | Martin Spottl      | 2                  | 1                  |   |   |              |              |              |              |              |  |
|  |             |             |             |             |             |  |  |               |                    |                    |                    |                    |   |   |              |              |              |              |              |  |